# دوري كرة القدم السلوفيني الدرجة الثالثة 2008–09
دوري كرة القدم السلوفيني الدرجة الثالثة 2008–09 هو موسم من دوري كرة القدم السلوفيني الدرجة الثالثة ‏. فاز فيه ND Dravinja ‏.